# Actiniopteris dimorpha
Actiniopteris dimorpha är en kantbräkenväxtart. Actiniopteris dimorpha ingår i släktet Actiniopteris och familjen Pteridaceae.

## Underarter
Arten delas in i följande underarter:
- A. d. dimorpha
- A. d. diversiformis